# نشان ملی آفریقای جنوبی
نشان ملی آفریقای جنوبی در روز آزادی ۲۷ آوریل ۲۰۰۰ میلادی رسمی شد. این نشان جایگزین نشان پیشین که از سال ۱۹۱۰ میلادی به کار گرفته می‌شد.

## بخش‌های نشان ملی[۲][۳]

### آرم نوشته
ǃKE E: ǀXARRA ǁKE => این آرم نوشته به زبان مردم خویسی نوشته شده‌است. برگردان آن به فارسی: "مردم گوناگون متحد" این آرم قست دارد هر یک از تلاش های فردی برای مهار اتحاد بین فکر و عمل را از بین ببرد و حس جمعی را برای کشور در یک حس تعلق مشترک و غرور ملی با اینکه گوناگونی وجود دارد با هم متحد کند.

### خوشه گندم
نماد باروری، آن را نیز نماد ایده جوانه زنی، رشد و توسعه عملی از هر گونه پتانسیل است. همچنین نماد کشاورزی از زمین است.

### آج فیل
فیل نماد خرد، قدرت، میانه روی و ابدیت است.

### سپر
این سپر یک عملکرد دوگانه دارد، هم به عنوان وسیله ای برای نشان دادن هویت و هم دفاع معنوی است. این شامل نماد اصلی ملت این کشور است.

### چهره انسان
دو مرد در حال خوش باش کردن با هم هستند و این نماد وحدت را نشان می‌دهد. این نیز نشان دهنده آغاز تحول فرد به احساس بیشتری از: متعلق به ملت و توسعه، جمعی بشریت است.

### نیزه و نوبکیریه (Knobkierrie)
نمادهای دوگانه دفاعی و قدرت، که به نوبه خود نشان دادن پاهای قدرتمند وزیر پرنده هستند. نیزه و نوبکیریه (Knobkierrie) دراز کشیده هستند و این نماد صلح است.

### خورشید در پگاه
خورشید در پگاه نماد یک روز نو برایی کشور است که با صلح همراه است